# Michael Wieck
Michael Wieck (19 de julio de 1928 – 27 de febrero de 2021) fue un violinista y escritor que nació en Königsberg, la capital de Prusia Oriental. 
Su madre era judía, pero al ser el sobrino de la famosa compositora Clara Schumann, fue catalogado como Geltungsjude (judío de cierta relevancia) por los nazis alemanes. De esta manera sobrevivió al terror y los trabajos forzados sufridos por millones de judíos durante el Tercer Reich, que duró de 1933 a 1945. Al haber recibido durante la Segunda Guerra Mundial un trato especial o diferente del resto de judíos, los Aliados le catalogaron como alemán y le expulsaron de Prusia Oriental tras el fin de la guerra.

## Libros
- Michael Wieck. Zeugnis vom Untergang Königsbergs: Ein Geltungsjude berichtet, 404 pp. editorial Beck, ISBN 9783406511158
- Michael Wieck. ¿Ewiger Krieg oder ewiger Friede?, 168 pp. editorial Haag + Herchen, ISBN 9783898465083